# Welte-Mignon

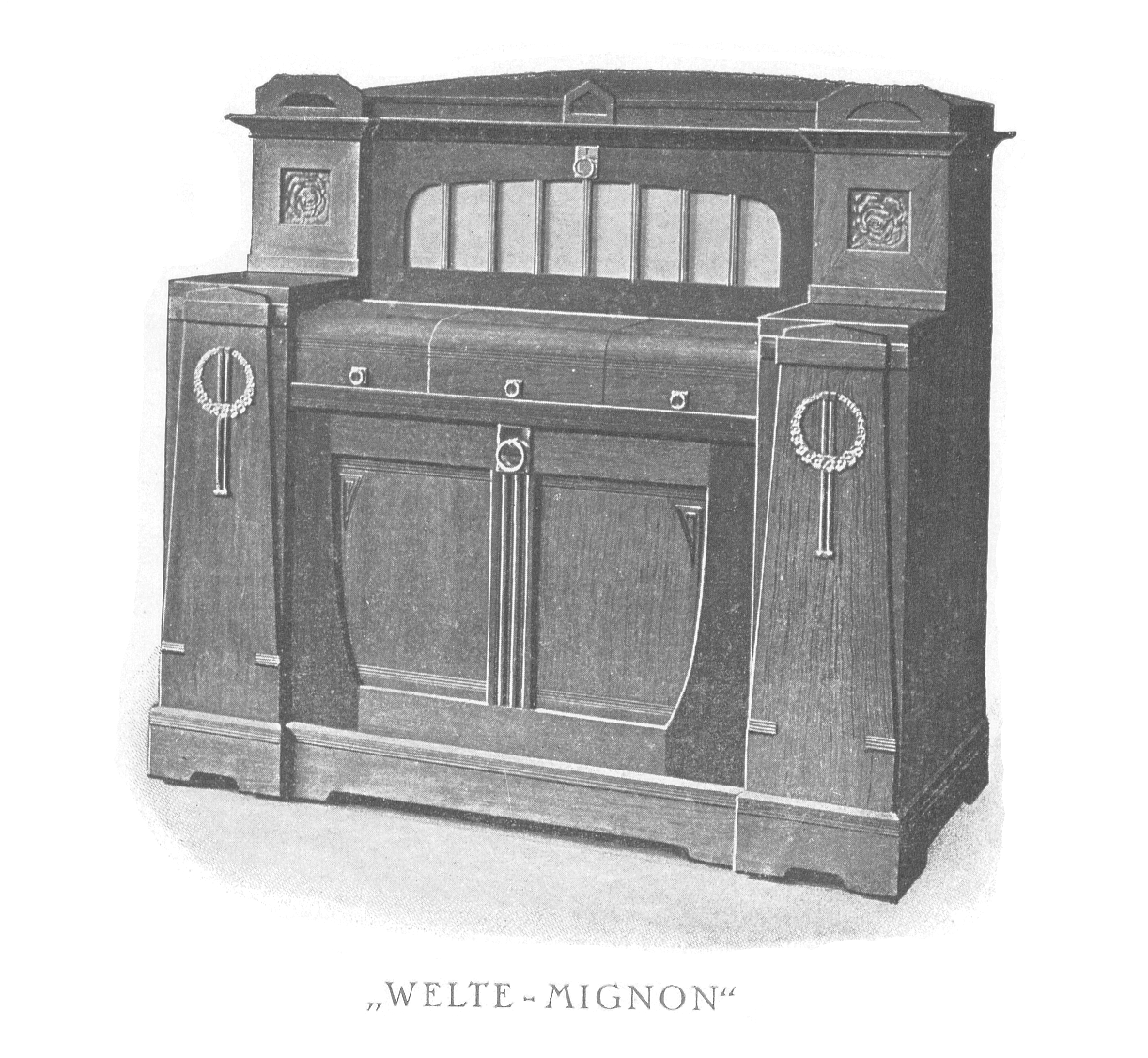
Kabinett Welte-Mignon, precedente modello senza tastiera, costruito circa nel 1905 - 1908

Il pianoforte meccanico automatico Welte-Mignon fu il primo strumento musicale che rese possibile l'ampia riproduzione autentica di brani musicali per pianoforte.

## Descrizione e storia

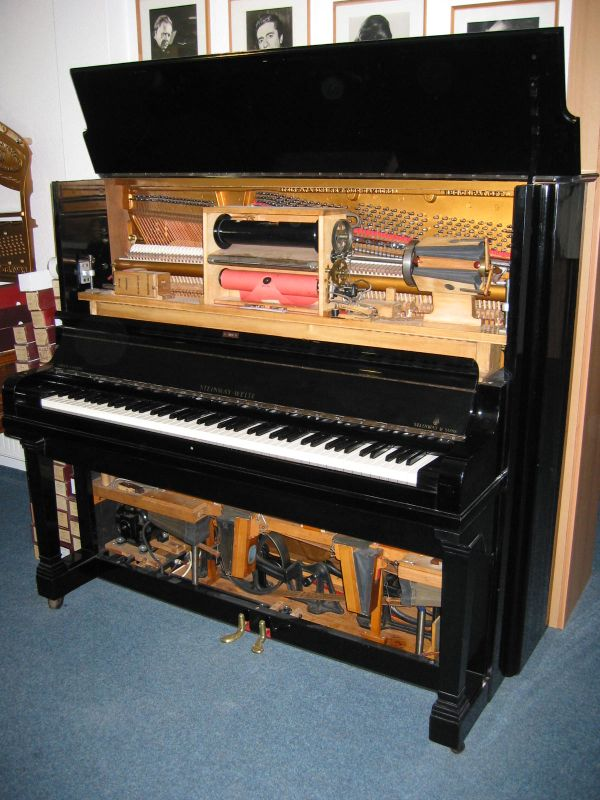
Piano Steinway-Welte del 1919 con visione parte interna

La Ditta M. Welte & Söhne in Friburgo in Brisgovia era già conosciuta nel campo della riproduzione automatica musicale, con supporti dati e le loro orchestre, quando nel 1904 fece brevettare il procedimento di riproduzione per il pianoforte meccanico da lei stessa inventato. Questo strumento venne introdotto sul mercato, nel 1905, con il nome di Mignon, e poco più tardi con il nome pianoforte meccanico Welte-Mignon. Lo strumento impiegava, come supporto sonoro, strisce perforate di carta chiamato rullo di carta per note o rullo per pianoforte e fu una ricerca comune di Edwin Welte e Karl Bockisch. Prima venne prodotto il sistema 100 Welte Rot (rosso) e più tardi il sistema T98 Welte Grün (verde).

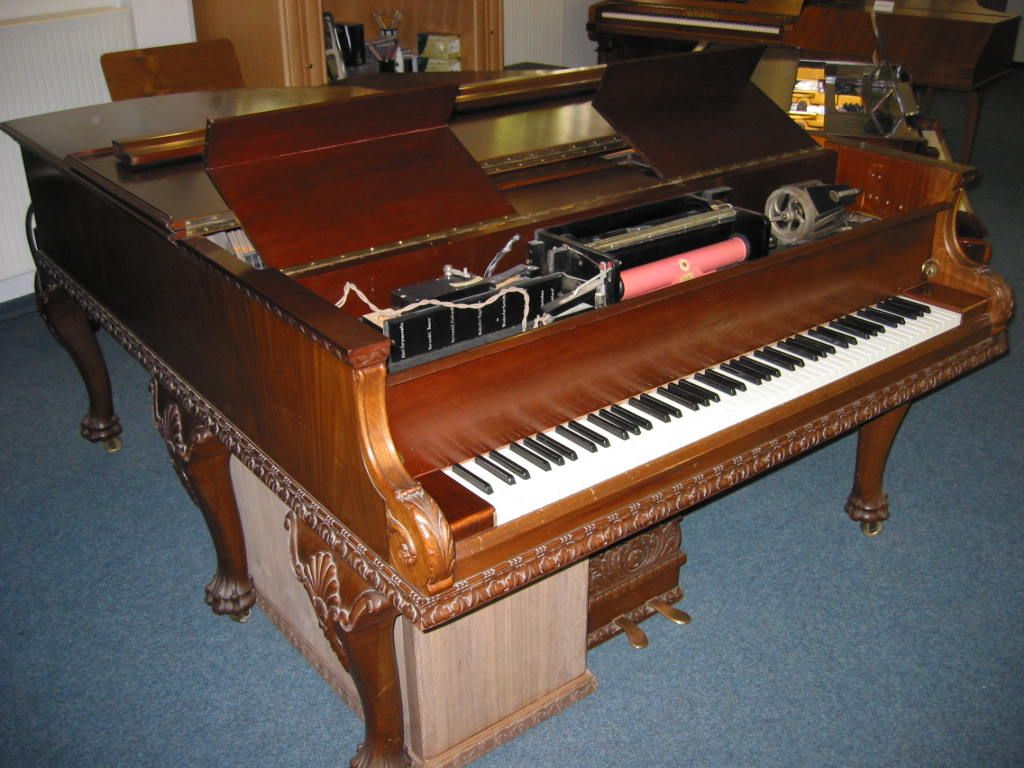
Piano Ibach-Welte del 1924

In questo modo era possibile riprodurre con alta fedeltà il brano musicale di un pianista, e la dinamica sonora. Questo prodigio tecnologico rappresentò allora ed ancora oggi una sensazionale invenzione e permette attraverso i pochi strumenti in buone condizioni un'autentica riproduzione di queste registrazioni. Considerando l'elevato costo dei lussuosi strumenti e dei rulli di carta per note, questi rimasero solo alla portata delle persone benestanti.

## Organo per musica d'orchestra
Dal 1912 ci fu un sistema per organi simile a quello per pirofori, chiamato “Organo per musica d'orchestra Welte” (Welte-Philharmonie-Orgel). Il più famoso fu quello costruito per il Titanic. A causa della ritardata consegna in Inghilterra per la lunga traversata, lo strumento rimase a terra ed ora può essere visitato ed ascoltato nel museo degli strumenti automatici tedesco in Bruchsal.

## Registrazioni pianisti famosi
Welte-Mignon ingaggiò per le registrazioni i più famosi pianisti dell'epoca. La Ditta M. Welte & Söhne raggiunse fino al 1932 un totale di circa 5.500 registrazioni musicali, tra cui anche numerosi pezzi d'intrattenimento e brani di successo.
Nel repertorio dei rulli di carta per pianoforte Welte tra il 1905 ed il 1928 ci trovano, per esempio, registrazioni di Carl Reinecke, Ignacy Jan Paderewski, Ferruccio Busoni, Artur Schnabel, Edwin Fischer o Walter Gieseking. Poco prima della fine dell'era dei pianoforti automatici, suonarono per Welte, verso il 1930, alcuni dei più famosi pianisti del XX secolo fra cui Vladimir Horowitz nella primavera del 1926 (le più antiche registrazioni di questo pianista). Nel 1928 seguirono le ultime registrazioni di musica classica con Rudolf Serkin e Lubka Kolessa. Da questo momento fino alla fine della produzione dei rulli cartacei per note, 1932, vennero eseguite registrazioni di sola musica d'intrattenimento. Numerosi compositori suonarono opere, come Claude Debussy, Camille Saint-Saëns, Alexander Scriabin, Max Reger, Edvard Grieg, Enrique Granados, Gustav Mahler, Richard Strauss e George Gershwin.

## Composizioni originali per pianoforte Welte-Mignon
Nel 1926 Paul Hindemith, Ernst Toch e Gerhart Münch composero brani per la Festa musica da camera di Donaueschingen  del 25 luglio, per il pianoforte meccanico Welte-Mignon. Questi brani non potevano essere suonati manualmente. La possibilità di produrre la successione dei suoni desiderata, tramite la programmazione dei rulli di carta per note, gli permise la creazione libera della melodia. Furono eseguite le seguenti opere musicali:
Paul Hindemith:
- Rondò da musica per piano Op. 37. Elaborato per piano meccanico.
- Toccata per piano meccanico Op. 40,1. Composizione originale per Welte-Mignon

Ernst Toch:
- Studio I Composizione originale per Welte-Mignon
- Studio II Composizione originale per Welte-Mignon
- Studio III Composizione originale per Welte-Mignon
- Studio IV Il giocoliere. (Elaborato per piano meccanico)

Gerhart Münch:
- Sei studi: studi polifonici per piano meccanico. Introduzione Maestoso – Prestissimo – Largo – Jazz – Andantino – Fugato. Composizione originale per Welte-Mignon.

L'anno seguente in occasione della successiva manifestazione a Baden-Baden: Musica da camera tedesca Baden-Baden 1927, 15 al 17 luglio 1927, altri musicisti dell'Avanguardia arrangiarono e composero brani per Welte-Mignon.
Questi pezzi furono eseguiti in un grandioso concerto il 16 luglio 1927, dedicato esclusivamente ad opere originali per strumenti meccanici.
George Antheil arrangiò la 1ª parte del suo Ballett mécanique per piano Welte-Mignon.
Nikolai Lopatnikoff eseguì un scherzo composto per tale occasione e una toccata per piano, elaborata per piano meccanico e riportata sul rullo perforato per note.
Hans Haass scrisse una fuga-capriccio ed un intermezzo, entrambi per piano meccanico.
Inoltre vennero eseguiti gli studi per organo meccanico (organo per musica d'orchestra Welte) di Ernst Toch e Paul Hindemith.